# Чагатай
Чагата́й, Джагата́й (монг. Цагадай?, ᠴᠠᠭᠠᠲᠠᠢ?; 1183 — 1242) —  второй сын Чингисхана и Бортэ. Ещё при жизни своего отца слыл лучшим знатоком Ясы и высшим авторитетом во всех вопросах, связанных с законами и обычаями. Потомки Чагатая правили в Средней Азии в XIII—XIV веках.

## Походы

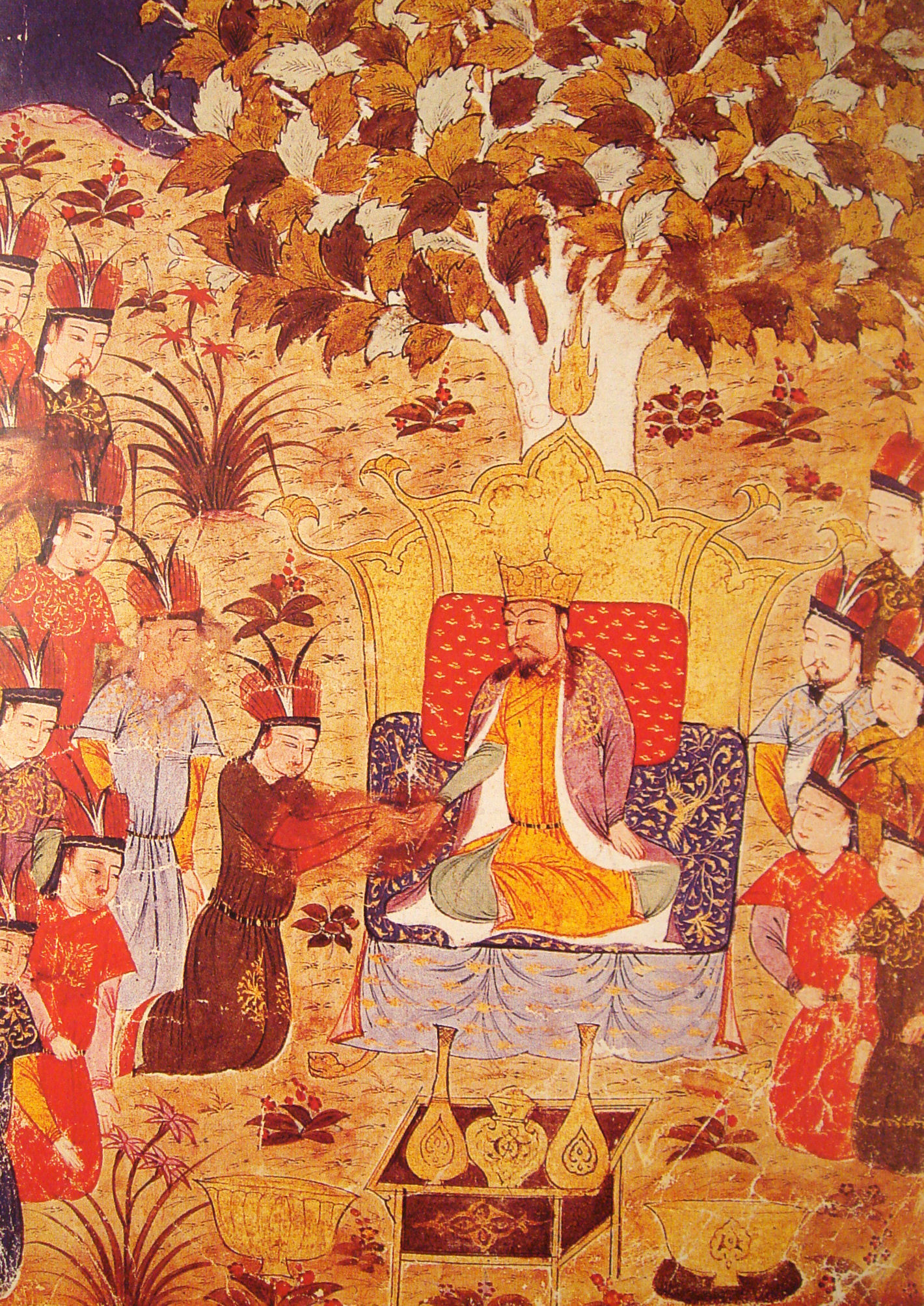
Возведение Угэдэя на престол

Как и его братья, Чагатай принимал участие в походах своего отца против империи Цзинь (1211—1215) и против Хорезма (1219—1224). Столица хорезмшаха, Гургандж (ныне Кёнеургенч), была осаждена тремя царевичами — Джучи, Чагатаем и Угэдэем — и взята в сафаре 618 года хиджры (27 марта—24 апреля 1221 года). В том же году под Бамианом погиб старший сын Чагатая Мутугэн. После битвы на Инде (согласно Нисави, в среду 9 шавваля 618 г. х., вероятно, 24 ноября 1221 г.) Чагатаю было поручено преследование хорезмшаха Джелал ад-Дина, вследствие чего зиму 1221/1222 гг. он провёл в Индии. Когда Чингисхан предпринял свой последний поход (против тангутов, 1225—1227), Чагатай остался в Монголии в качестве начальника оставленных там войск. После смерти отца Чагатай больше не участвовал в походах. Как старший сын умершего властителя (его брат Джучи умер ещё раньше отца) он пользовался большим авторитетом. В 1229 году он вместе со своим дядей Тэмугэ-отчигином стоял во главе царевичей, провозгласивших государем Угэдэя, которого Чингисхан избрал своим наследником. В качестве знатока и хранителя закона он во всей империи обладал такой властью, которой должен был подчиняться даже сам великий хан Угэдэй. В эти годы Чагатай, по-видимому, находился то в Монголии при дворе своего брата, то в назначенном ему ещё Чингисханом уделе, где у него была собственная ставка.

## Улус Чагатая
Как у всех монгольских государей, у Чагатая была особая ставка (орду) для зимы и для лета. Джувейни называет его зимнюю резиденцию Мераузик-Ила, летнюю резиденцию — Куяш; обе они находились в долине реки Или. Ставка, упомянутая китайцем Чан-чунем, находилась к югу от Или. Так как этот путешественник был здесь в мае 1223 года, то, вероятно, имеется в виду летняя ставка. Ставка преемников Чагатая называется у того же Джувейни и у других авторов Улуг-Иф (быть может, следует читать Улуг-Ик).
Чагатай получил от своего отца все земли от страны уйгуров на востоке до Бухары и Самарканда на западе; однако не следует представлять себе эти земли как единое государство, управляемое из долины Или и лишь косвенно подчинённое великому хану, находившемуся в Монголии. Повсюду, даже в самой долине Или, остались существовавшие до монголов местные династии. Об отношениях этих династий к монгольским государям нам точно неизвестно; столь же скудны известия о том, какие суверенные права мог требовать для себя находившийся на Или двор от великих ханов и их представителей. Во всяком случае, культурные области Средней Азии управлялись не от имени Чагатая, а от имени великого хана. В рассказе о подавлении восстания Махмуда Тараби 636 г. х./1238—1239 гг. в Бухаре Чагатай не упоминается. Правителем Мавераннахра в то время был назначенный великим ханом Махмуд Ялавач, хорезмиец по происхождению, резиденция которого была в Ходженде. Даже начальники монгольских войск в Мавераннахре назначались великим ханом. Когда вскоре после того Чагатай самовольно сместил наместника Махмуда Ялавача, он был за это призван к ответу своим братом и должен был признать незаконность своих действий. Угэдэй удовлетворился этим и передал страну своему брату в качестве удела (инджу); однако тем самым государственно-правовое положение страны не изменилось. В последние годы царствования Угэдэя, как и позднее, при Мункэ, все области от Китая до Бухары управлялись от имени великого хана Масуд-беком, сыном Махмуда Ялавача.

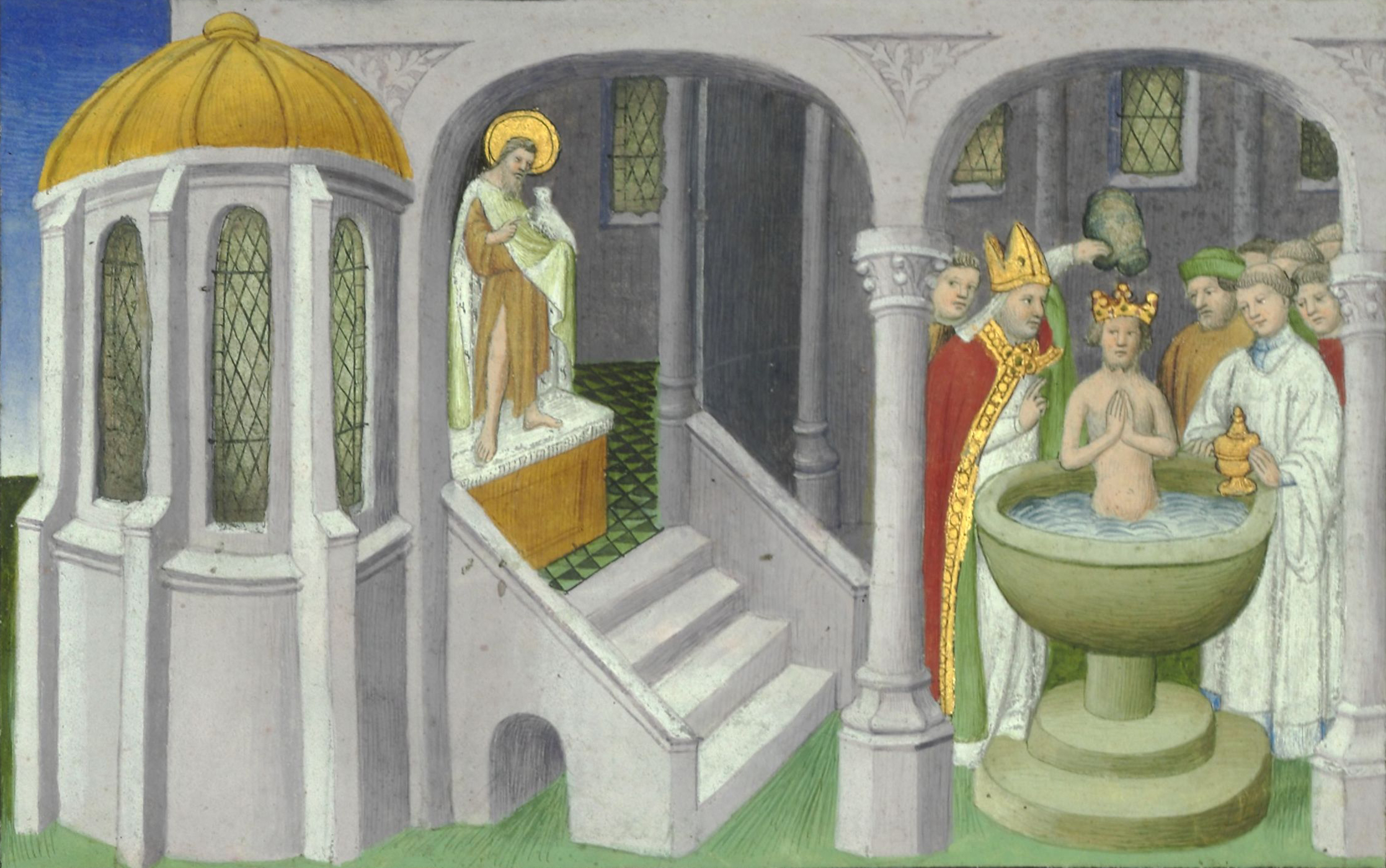
«Нужно знать, что ещё не так давно кровный брат великого хана Жагатай обратился в христианство…». Марко Поло. Книга о разнообразии мира. Миниатюра из рукописи XV века, Франция

Неизвестно, в какой степени наряду с представителем великого хана принимал участие в управлении страной мусульманский министр Чагатая, Кутб ад-Дин Хабаш-Амид. Согласно Рашид ад-Дину, этот министр происходил из Отрара, согласно Джемалю Карши — из Кермине, и, как и многие другие мусульманские сановники того времени, выдвинулся при монголах как богатый купец. Каждый из сыновей Чагатая получил себе в товарищи сына Хабаш-Амида.

## Хранитель Ясы
По отношению к исламу Чагатай был настроен неблагосклонно. К нарушениям монгольского закона, которые преследовались им с неумолимой жестокостью, относилось и исполнение некоторых предписаний ислама. У монголов было запрещено при убиении животных перерезать им горло, как предписывалось шариатом; столь же часто нарушали мусульмане при своих омовениях запрещение вступать в текущую воду. Жестокость, с которой такие проступки карались Чагатаем, сделала его имя ненавистным всем мусульманам. По поводу его смерти поэт Седид Авар сказал: «Тот человек, из страха перед которым никто не вступал в воду, теперь сам утонул в широком океане [смерти]». Его мусульманский министр также не пользовался репутацией благочестивого человека. Сообщают, что по его наущению Чагатай в 626 г. х./1228—1229 г. казнил шейха Абу Якуба Юсуфа Секкаки. Кроме того, до нас дошло стихотворение шейха Сейф ад-Дина Бахарзи (ум. 20 октября 1261 г.), в котором Хабаш-Амид осыпается упрёками. Возможно, что только из-за своей вражды к исламу Чагатай слыл другом христиан. Согласно легенде, сообщаемой Марко Поло, он даже сам будто бы принял крещение, что не подтверждается никакими другими известиями.

## Наследие

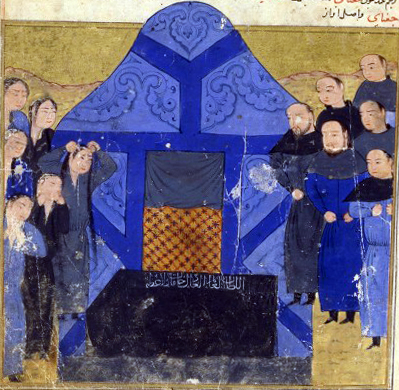
Похороны Чагатая. Джами ат-таварих. Рукопись XV века, Герат

Чагатай лишь на несколько месяцев пережил своего брата Угэдэя, умершего 11 декабря 1241 года; его смерть, следовательно, приходится на 1242 год. Его врачи, министр китайского происхождения и мусульманский придворный врач Меджд ад-Дин, были казнены за то, что им не удалось сохранить жизнь своего государя. Хабаш-Амид умер на много лет позже своего хана, в шаабане 658 г. х. (между 12 июля и 9 августа 1260 г.).
Из всех сыновей Чингисхана Чагатай был единственным, имя которого перешло к его династии и основанному этой династией государству. Тюркские или тюркизированные кочевники в Мавераннахре и в XV веке, когда там уже давно не было династии, происходившей от Чагатая, всё ещё называли себя «чагатаями». В XIV веке группу племён, известных как джалаиры, барласы, каучины, арлаты, кунграты, мангыты и др., расселившуюся главным образом на территории Чагатайского улуса, называли чагатаями. Это были кочевники-скотоводы, среди которых ещё были сильны патриархально-родовые отношения. Постепенно они восприняли хозяйственно-культурные традиции оседлого населения. Основная масса вновь пришедших племён достаточно быстро восприняла диалект оседлой части тюркоязычного населения. В XV веке термин «чагатаи» приобрёл более широкий смысл. Он начал применяться не только по отношению к племенам, пришедшим в период монгольского завоевания; так стали именовать всё тюркское население Мавераннахра, включая и ранее пришедшие племена (например, карлуков). То же имя носит восточнотюркский литературный язык, сложившийся лишь при Тимуридах.
Чагатай стал персонажем романа Исая Калашникова «Жестокий век» (1978).